# ماني خيمينيز
ماني خيمينيز (بالإنجليزية: Manny Jiménez)‏ هو لاعب كرة قاعدة دومينيكاوي، ولد في 19 نوفمبر 1938 في سان بيدرو دي ماكوريس في جمهورية الدومينيكان، وتوفي في 12 ديسمبر 2017 في نيويورك في الولايات المتحدة.

## وصلات خارجية
- ماني خيمينيز على موقعبيزبول رفرنس.كوم (الدوري الرئيسي) (الإنجليزية)
- ماني خيمينيز على موقعبيزبول رفرنس.كوم (الدوري الثانوي) (الإنجليزية)
- ماني خيمينيز على موقع مشجعي الرسوم البيانية (الإنجليزية)